# Lynafleder
En lynafleder er en anordning, som placeres på taget af en bygning for at beskytte den mod de skader, lynnedslag kan forårsage. Lynet ledes ned til en jordleder, som spreder ladningen ud i jorden. Lynaflederen blev første gang konstrueret i 1752 af Benjamin Franklin.
| Elektronik | Spire Denne artikel om elektronik er en spire som bør udbygges. Du er velkommen til at hjælpe Wikipedia ved at udvide den. |